# Октябрьский район (Курская область)
Октя́брьский райо́н — административно-территориальная единица (район) и муниципальное образование (муниципальный район) в центре Курской области России.
Административный центр — посёлок городского типа Прямицыно.

## География
Площадь 628 км². Район граничит на севере с Фатежским, на востоке — с Курским, на юге с Медвенским, на западе с Курчатовским районом Курской области.
Основные реки — Сейм, Большая Курица, Ворожба.

## История
В 1928 году был образован Ленинский район с центром в селе Дьяконово по большей части из территорий упразднённых Дьяконовской и Старковской волостей. Первоначально район входил в состав Курского округа Центрально-Чернозёмной области. В 1929 году район был ликвидирован, а в 1930 году после отмены окружного деления — восстановлен. В 1934 году район вошёл в состав новообразованной Курской области. 1 февраля 1963 года Ленинский район был упразднён.
9 декабря 1970 года на территории бывшего Ленинского района был образован Октябрьский район.

### Национальный состав
По итогам переписи населения 2020 года проживали следующие национальности (национальности менее 0,1 % и другое, см. в сноске к строке «Другие»):
| Национальность | Численность, чел. | Доля     |
| -------------- | ----------------- | -------- |
| Русские        | 21 082            | 91,01 %  |
| Армяне         | 199               | 0,86 %   |
| Украинцы       | 72                | 0,31 %   |
| Езиды          | 50                | 0,22 %   |
| Узбеки         | 24                | 0,10 %   |
| Таджики        | 24                | 0,10 %   |
| Другие         | 1713              | 7,40 %   |
| Итого          | 23 164            | 100,00 % |

## Население
| 2002    | 2004    | 2007    | 2009    | 2010    | 2011    | 2012    | 2013    | 2014    |
| ------- | ------- | ------- | ------- | ------- | ------- | ------- | ------- | ------- |
| 23 877  | ↘23 800 | ↘23 763 | ↗23 876 | ↘22 569 | ↗22 597 | ↗23 188 | ↗23 785 | ↗24 266 |
| 2015    | 2016    | 2017    | 2018    | 2019    | 2020    | 2021    | 2024    |         |
| ↗24 532 | ↗24 657 | ↘24 611 | ↘24 477 | ↘24 280 | ↗24 282 | ↘23 164 | ↘23 114 |         |

### Урбанизация
Городское население (рабочий посёлок Прямицыно) составляет 22,41 % от всего населения района.

## Административное деление
Октябрьский район как административно-территориальная единица включает 10 сельсоветов и один рабочий посёлок.
В рамках организации местного самоуправления в муниципальный район входят 11 муниципальных образований, в том числе 1 городское и 10 сельских поселений:
| №        | Муниципальное образование     | Административный центр    | Количество населённых пунктов | Население (чел.) | Площадь (км²) |
| -------- | ----------------------------- | ------------------------- | ----------------------------- | ---------------- | ------------- |
| 1e-06    | Городские поселения:          |                           |                               |                  |               |
| 1        | посёлок Прямицыно             | рабочий посёлок Прямицыно | 1                             | ↘5179            | 4,65          |
| 1.000002 | Сельские поселения:           |                           |                               |                  |               |
| 2        | Артюховский сельсовет         | деревня Артюховка         | 14                            | ↘378             | 57,97         |
| 3        | Большедолженковский сельсовет | село Большое Долженково   | 9                             | ↘1293            | 94,25         |
| 4        | Дьяконовский сельсовет        | село Дьяконово            | 6                             | ↗5024            | 74,89         |
| 5        | Катыринский сельсовет         | деревня Митрофанова       | 9                             | ↘1654            | 58,53         |
| 6        | Лобазовский сельсовет         | село Журавлино            | 8                             | ↗986             | 47,88         |
| 7        | Никольский сельсовет          | деревня Стоянова          | 13                            | ↘177             | 74,27         |
| 8        | Плотавский сельсовет          | деревня Плотава           | 6                             | ↘541             | 35,49         |
| 9        | Старковский сельсовет         | село Старково             | 16                            | ↘424             | 66,01         |
| 10       | Филипповский сельсовет        | деревня Алябьева          | 5                             | ↘172             | 39,59         |
| 11       | Черницынский сельсовет        | село Черницыно            | 6                             | ↘7336            | 74,48         |

В ходе муниципальной реформы 2006 года в составе новообразованного муниципального района законом Курской области от 21 октября 2004 год и были созданы  11 муниципальных образований, в том числе 1 городское поселение (в рамках рабочего посёлка) и 10 сельских поселений (в границах сельсоветов).

## Населённые пункты
В Октябрьском районе 93 населённых пункта, в том числе один городской (рабочий посёлок) и 92 сельских населённых пункта.
| №  | Населённый пункт        | Тип                   | Население | Муниципальное образование     |
| -- | ----------------------- | --------------------- | --------- | ----------------------------- |
| 1  | Авдеева                 | деревня               | ↘122      | Большедолженковский сельсовет |
| 2  | Адоева                  | деревня               | ↘37       | Дьяконовский сельсовет        |
| 3  | Алексеевка              | деревня               | ↘1        | Артюховский сельсовет         |
| 4  | Алябьева                | деревня               | ↘126      | Филипповский сельсовет        |
| 5  | Анахина                 | деревня               | ↘1289     | Черницынский сельсовет        |
| 6  | Андриановка             | деревня               | ↘16       | Филипповский сельсовет        |
| 7  | Артюховка               | деревня               | ↘267      | Артюховский сельсовет         |
| 8  | Балычево                | деревня               | ↘0        | Старковский сельсовет         |
| 9  | Большое Гостево         | деревня               | ↘14       | Старковский сельсовет         |
| 10 | Большое Долженково      | село                  | ↘477      | Большедолженковский сельсовет |
| 11 | Большое Умрихино        | деревня               | ↘26       | Старковский сельсовет         |
| 12 | Быканово                | село                  | ↘39       | Никольский сельсовет          |
| 13 | Ванина                  | деревня               | ↘419      | Большедолженковский сельсовет |
| 14 | Верхние Постоялые Дворы | деревня               | ↘142      | Плотавский сельсовет          |
| 15 | Верхняя Горбулина       | деревня               | ↘71       | Большедолженковский сельсовет |
| 16 | Верхняя Мазнева         | деревня               | ↘15       | Никольский сельсовет          |
| 17 | Верхняя Малыхина        | деревня               | ↘47       | Артюховский сельсовет         |
| 18 | Волобуево               | деревня               | ↘39       | Старковский сельсовет         |
| 19 | Горбулино               | хутор                 | ↘7        | Лобазовский сельсовет         |
| 20 | Гремячка                | деревня               | →232      | Лобазовский сельсовет         |
| 21 | Дмитриевка              | деревня               | ↘12       | Старковский сельсовет         |
| 22 | Донцы                   | деревня               | ↘15       | Артюховский сельсовет         |
| 23 | Дьяконово               | село                  | ↗4322     | Дьяконовский сельсовет        |
| 24 | Дюмина                  | деревня               | ↘88       | Никольский сельсовет          |
| 25 | Журавлинка              | деревня               | ↘3        | Артюховский сельсовет         |
| 26 | Журавлино               | село                  | ↗223      | Лобазовский сельсовет         |
| 27 | Журавлинский            | хутор                 | ↘41       | Лобазовский сельсовет         |
| 28 | Закубановка             | деревня               | ↘11       | Никольский сельсовет          |
| 29 | Заречье                 | хутор                 | ↘16       | Старковский сельсовет         |
| 30 | Ильича                  | хутор                 | ↘12       | Филипповский сельсовет        |
| 31 | Калиновка               | хутор                 | ↘0        | Артюховский сельсовет         |
| 32 | Катырина                | деревня               | ↘160      | Катыринский сельсовет         |
| 33 | Колосовка               | деревня               | ↘37       | Старковский сельсовет         |
| 34 | Кораблева               | деревня               | #Н/Д      | Катыринский сельсовет         |
| 35 | Косинова                | деревня               | ↘31       | Никольский сельсовет          |
| 36 | Курьянов                | хутор                 | ↘5        | Артюховский сельсовет         |
| 37 | Лебедин                 | хутор                 | ↘74       | Лобазовский сельсовет         |
| 38 | Липина                  | деревня               | ↘157      | Большедолженковский сельсовет |
| 39 | Лобазовка               | деревня               | ↘160      | Лобазовский сельсовет         |
| 40 | Лозовское               | село                  | ↘229      | Катыринский сельсовет         |
| 41 | Лютчина                 | деревня               | ↘79       | Дьяконовский сельсовет        |
| 42 | Малая Гостева           | деревня               | ↘8        | Старковский сельсовет         |
| 43 | Малая Умрихина          | деревня               | ↘11       | Старковский сельсовет         |
| 44 | Малютина                | деревня               | ↘114      | Катыринский сельсовет         |
| 45 | Маслова                 | деревня               | ↗1295     | Черницынский сельсовет        |
| 46 | Митрофанова             | деревня               | ↘309      | Катыринский сельсовет         |
| 47 | Михайловка              | деревня               | ↘8        | Артюховский сельсовет         |
| 48 | Нижняя Воробжа          | деревня               | ↗365      | Черницынский сельсовет        |
| 49 | Нижняя Горбулина        | деревня               | ↘72       | Большедолженковский сельсовет |
| 50 | Нижняя Мазнева          | деревня               | ↘13       | Никольский сельсовет          |
| 51 | Нижняя Малыхина         | деревня               | ↘85       | Катыринский сельсовет         |
| 52 | Нижняя Плаксина         | деревня               | ↘10       | Большедолженковский сельсовет |
| 53 | Никольское              | село                  | ↘5        | Никольский сельсовет          |
| 54 | Озерки                  | деревня               | ↘15       | Артюховский сельсовет         |
| 55 | Охочевка                | деревня               | ↘56       | Плотавский сельсовет          |
| 56 | Первомайский            | хутор                 | ↘38       | Лобазовский сельсовет         |
| 57 | Перькова                | деревня               | ↘24       | Старковский сельсовет         |
| 58 | Плотава                 | деревня               | ↘249      | Плотавский сельсовет          |
| 59 | Позднякова              | деревня               | ↘10       | Никольский сельсовет          |
| 60 | Покровский              | хутор                 | ↘33       | Старковский сельсовет         |
| 61 | Покровское              | село                  | ↘102      | Артюховский сельсовет         |
| 62 | Половнева               | деревня               | ↗152      | Катыринский сельсовет         |
| 63 | Провоторова             | деревня               | ↘61       | Никольский сельсовет          |
| 64 | Прямицыно               | рабочий посёлок (пгт) | ↘5179     | посёлок Прямицыно             |
| 65 | Пыжова                  | деревня               | ↘10       | Старковский сельсовет         |
| 66 | Репина                  | деревня               | ↘469      | Черницынский сельсовет        |
| 67 | Реутова                 | деревня               | ↗76       | Катыринский сельсовет         |
| 68 | Рожкова                 | деревня               | ↘31       | Никольский сельсовет          |
| 69 | Ройково                 | деревня               | ↗335      | Черницынский сельсовет        |
| 70 | Свиридова               | деревня               | ↘52       | Дьяконовский сельсовет        |
| 71 | Сеймский                | хутор                 | ↗103      | Большедолженковский сельсовет |
| 72 | Семенихина              | деревня               | ↘132      | Катыринский сельсовет         |
| 73 | Скрипкин                | посёлок               | ↘92       | Плотавский сельсовет          |
| 74 | Соболева                | деревня               | ↘13       | Старковский сельсовет         |
| 75 | Советская Деревня       | хутор                 | ↘5        | Плотавский сельсовет          |
| 76 | Соколовка               | деревня               | ↘33       | Филипповский сельсовет        |
| 77 | Сорокина                | деревня               | ↘33       | Большедолженковский сельсовет |
| 78 | Старково                | село                  | ↘294      | Старковский сельсовет         |
| 79 | Стоянова                | деревня               | ↘64       | Никольский сельсовет          |
| 80 | Стрешневка              | деревня               | ↘7        | Артюховский сельсовет         |
| 81 | Стрешневский            | хутор                 | ↘8        | Артюховский сельсовет         |
| 82 | Суходоловка             | деревня               | ↗645      | Дьяконовский сельсовет        |
| 83 | Филиппова               | деревня               | ↘38       | Филипповский сельсовет        |
| 84 | Черкассы                | хутор                 | ↘8        | Артюховский сельсовет         |
| 85 | Чермошной               | хутор                 | ↘7        | Дьяконовский сельсовет        |
| 86 | Черницыно               | село                  | ↗3046     | Черницынский сельсовет        |
| 87 | Шатов                   | хутор                 | ↘7        | Плотавский сельсовет          |
| 88 | Шуклинка                | деревня               | ↘13       | Никольский сельсовет          |
| 89 | Юрьевка                 | деревня               | ↘53       | Лобазовский сельсовет         |
| 90 | Яковлевка               | деревня               | ↘6        | Артюховский сельсовет         |
| 91 | Якшина                  | деревня               | ↘4        | Никольский сельсовет          |
| 92 | 1-я Малая Долженкова    | деревня               | ↘69       | Старковский сельсовет         |
| 93 | 2-я Малая Долженкова    | деревня               | ↘33       | Старковский сельсовет         |

## Экономика
Экономика района представлена предприятиями обрабатывающих отраслей промышленности, сельскохозяйственного производства, транспорта и связи, потребительского рынка.
Согласно паспорту за 2019 год, в статистическом регистре Росстата было зарегистрировано 216 предприятий и организаций, осуществляющих деятельность на территории Октябрьского района Курской области.
Среди ведущих предприятий администрации района выделяла:
- ООО «Завод Рокот», занимающийся производством оборудования для сельскохозяйственных машин;
- ООО «Молочный дом» занятый производством молочной продукции;
- ЗАО «Октябрьская МСО» — производство кирпича строительного;
- АО «Октябрьское дорожно-эксплуатационное предприятие» — производство асфальта, ремонт и обслуживание автомобильных дорог[24].

Из предприятий лёгкой промышленности в деревне Анахина работает пошивочный цех компании Торговый дом «Сириус», одного из лидеров в сфере поставок качественной, практичной, удобной спецодежды, инструмента, а также средств индивидуальной защиты. Учитывая современную обстановку, связанную с распространением коронавируса, в марте 2021 года приступили к выпуску медицинских респираторов, новое для региона производство. В месяц будет изготавливать порядка 140 тысяч респираторов разных классов защит.
Промышленность строительных материалов представлена ЗАО «Октябрьская межхозяйственная строительная организация». Предприятие занимается производством кирпича строительного.
Пищевая и перерабатывающая промышленность АПК является ведущей отраслью перерабатывающего комплекса Октябрьского района и представлена сразу несколькими большими и малыми предприятиями.
19 сентября 2017 года в селе Черницыно Октябрьского района состоялась закладка символического первого камня на стройплощадке возводимого АПХ «Мираторг» завода по переработке свинины мощностью более 500 тысяч тонн мяса. 18 июня 2020 года была введена в строй первая очередь роботизированной мясохладобойни компании, а также запущен цех глубокой термической переработки. Сообщалось[кем?], что эта линия способна выпускать в год более 138 тысяч тонн колбасных изделий. В начале 2021 года АПХ «Мираторг» запустил вторую очередь объекта – комплекс по убою и обвалке свиней, а также вёл строительство комбикормового завода близ д. Анахина на основе мясокостной муки.
В посёлке Прямицыно функционирует элеватор с зерноочистительным и сушильным комплексом.
Агропромышленный комплекс и его базовая отрасль — сельское хозяйство являются приоритетными сферами экономики района, формирующими агропродовольственный рынок, продовольственную безопасность, трудовой потенциал сельских территорий.
Среди основных видов продукции растениеводства района можно выделить производство зерновых и зернобобовых культур, сахарной свеклы, масличных культур.
ООО «УРОЖАЙ» выращивает грибы вешенки и опята в селе Журавлино Лобазовского сельсовета.
В Лобазовском сельсовете также начинает развиваться хозяйство по выращиванию овощей в закрытом грунте.
В д. Артюховка Артюховского сельсовета фермерское хозяйство развивает отрасль садоводства.
В селе Дьяконово Дьяконовского сельсовета функционирует ферма по разведению гусей, где продается молодняк и взрослое поголовье.
В 2019 году на территории Октябрьского района действовало 148 объектов торговли, из них: 2 площадки, реализующих строительные материалы, 1 база по реализации зерна, 10 аптек и аптечных пунктов, 28 торговых павильонов, 7 киосков, 95 магазинов, 5 АЗС. Розничная торговля на территории района представлена, известными торговыми маркам: «Пятерочка» −3 магазина, «Магнит» −3 магазина, «Красное и Белое» −3 магазина, "Птицефабрика «Курская» −2 магазина, торговая марка «Фасоль» пока представлена 1 магазином.

## Транспорт
Стоимость проезда в общественном транспорте по состоянию на 25 ноября 2017 года: в черте района — 16 рублей, до областного центра (г. Курска) цена проезда составляет 24 рублей.
Через район проходит двухпутная тепловозная линия Курск — Льгов Орловско-Курского отделения Московской железной дороги. В районе расположена железнодорожная станция «Дьяконово». На ОП «Дьяконово» останавливаются пригородные поезда, пригородное сообщение осуществляется по направлениям:
- № 6443/6442 Курск — Льгов
- № 6411/6412 Курск — Теткино
- № 6311/6312 Курск — Готня
- № 6445/6402 Курск — Льгов

## Археология
- Близ села Липина находится Липинский археологический комплекс (поселение (селище), городище, могильник) древнерусского времени, где впервые в условиях Южной Руси на посаде относительно небольшого города была зафиксирована усадебно-уличная застройка. Двухэтажные дома в роменское время пока зафиксированы только на Липинском городище, где они выступают в качестве ведущей конструктивной схемы. Территория селища начала активно осваиваться в конце X — начале XI века[28][29][30]. Регион Посемья был покорен Русью в конце X — начале XI века, скорее всего, в 990-х годах, во время восточных походов Владимира Святославича. Все роменские городища Посемья гибнут в пожарах[31].
- Авдеевская стоянка — верхнепалелитическая стоянка древнего человека, расположенная близ деревни Авдеева

## Галерея

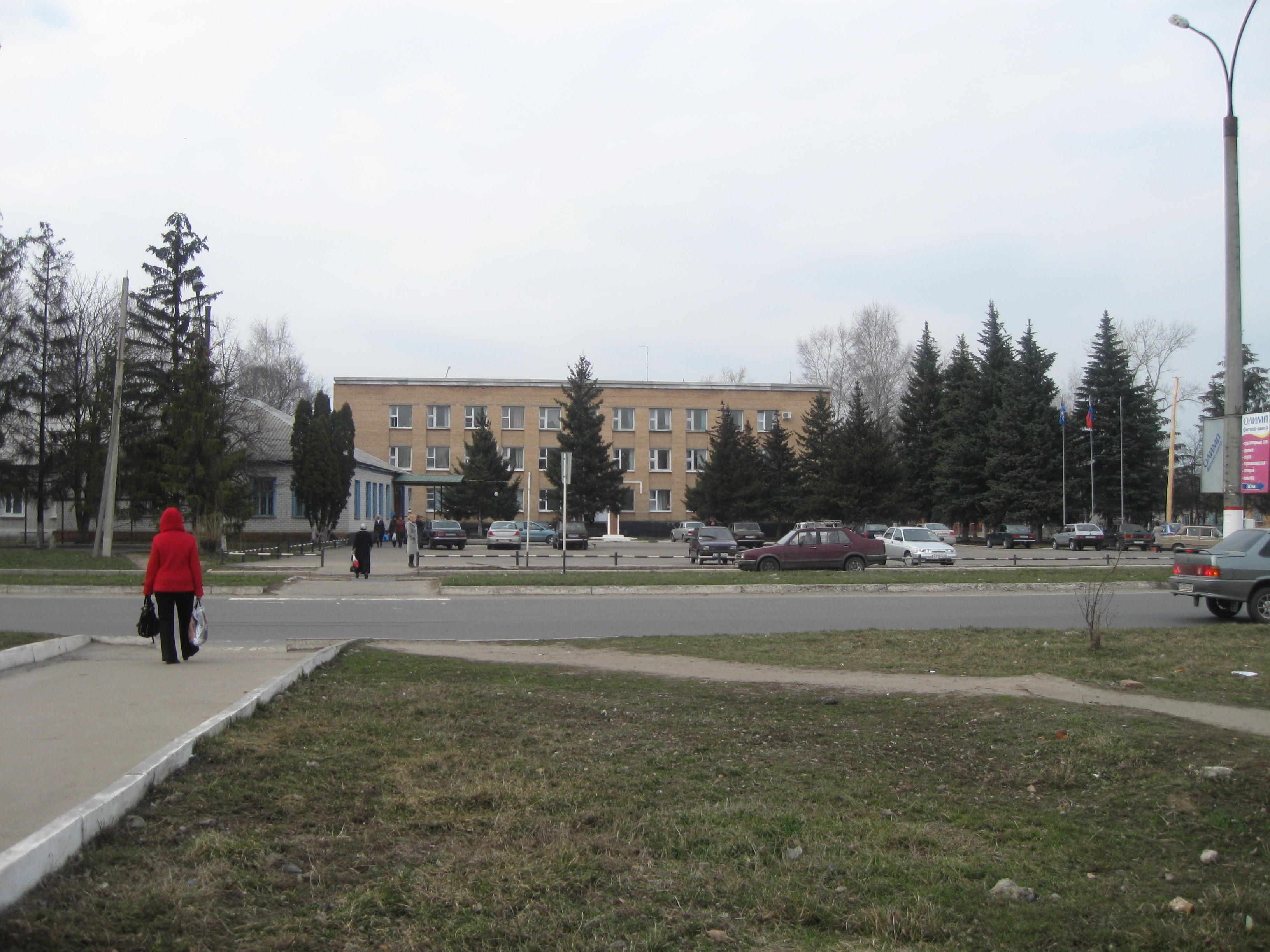
Администрация Октябрьского района
Прямицыно. Парк культуры и отдыха
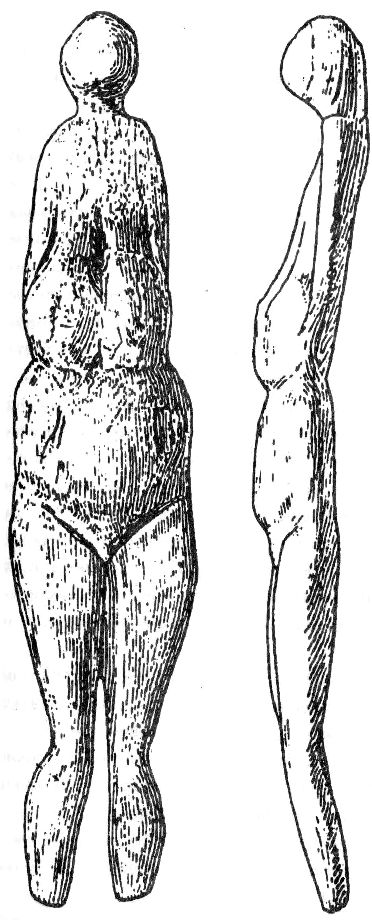
Палеолитическая венера с Авдеевской стоянки